# Stipendium
Et stipendium er et særligt tilskud, der især tildeles studerende, enten som engangsbeløb, eller faste månedlige eller kvartalsvise tilskud. Det mest udbredte stipendium i Danmark er SU.
Stipendier kan både tildeles som generel økonomisk støtte, eller som øremærkede midler til et eller flere bestemte formål.
| Økonomi | Spire Denne artikel om økonomi er en spire som bør udbygges. Du er velkommen til at hjælpe Wikipedia ved at udvide den. |